# Griseofulvin
Griseofulvin là một loại thuốc kháng nấm được sử dụng để điều trị một số loại bệnh nấm ngoài da. Các bệnh này cũng có thể bao gồm nhiễm nấm trên móng tay và da sau khi kem chống nấm hết hoạt động. Thuốc này được đưa vào cơ thể qua đường miệng 
Tác dụng phụ thường gặp có thể kể đến như phản ứng dị ứng, buồn nôn, tiêu chảy, đau đầu, khó ngủ và cảm thấy mệt mỏi. Chúng không được khuyến cáo ở những người bị suy gan hoặc bị bệnh porphyria. Sử dụng thuốc trong hoặc vào những tháng trước khi mang thai có thể gây hại cho em bé. Griseofulvin hoạt động bằng cách can thiệp vào quá trình phân bào của nấm.
Griseofulvin được phát hiện vào năm 1939 từ một loại nấm mốc Penicillium. Nó nằm trong danh sách các thuốc thiết yếu của Tổ chức Y tế Thế giới, tức là nhóm các loại thuốc hiệu quả và an toàn nhất cần thiết trong một hệ thống y tế. Chi phí bán buôn ở các nước đang phát triển là khoảng 0,05 đến 0,18 USD mỗi ngày. Tại Hoa Kỳ, một đợt điều trị có giá từ 100 đến 200 USD.

## Sử dụng
Griseofulvin được sử dụng bằng đường uống chỉ cho bệnh dermatophytosis. Nó sẽ không hiệu quả nếu dùng theo kiểu bôi. Thuốc này được dành riêng cho các trường hợp liên quan đến móng tay, tóc hoặc bề mặt cơ thể lớn.